# Musée des arts et métiers

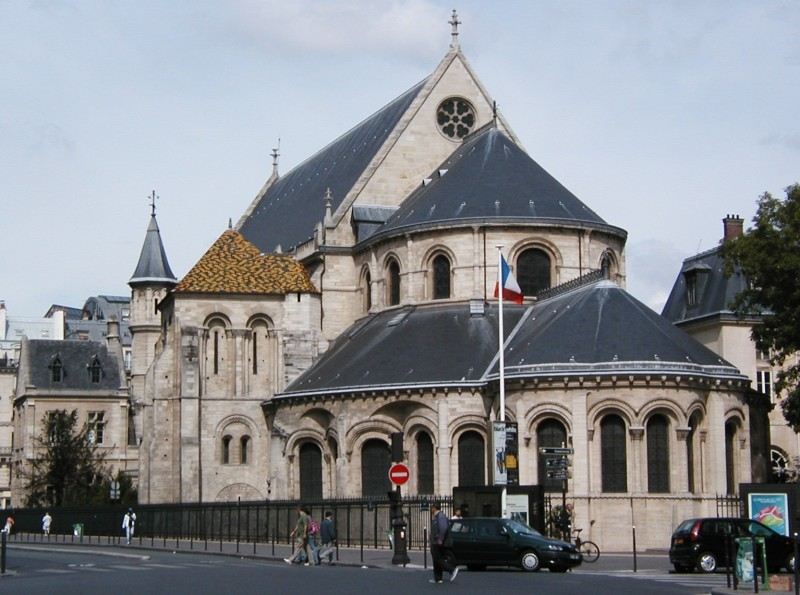
Musée des arts et métiers

Musée des arts et métiers (Bảo tàng kỹ nghệ) nằm tại Quận 3 thành phố Paris, là một bảo tàng khoa học kỹ thuật.
Musée des arts et métiers được tu sĩ Grégoire thành lập vào năm 1794 và từ năm 1802 trở thành nơi lưu trữ bộ sưu tập của Conservatoire national des arts et métiers (Trường kỹ nghệ quốc gia). Hiện nay Musée des arts et métiers sở hữu 80 ngàn hiện vật cùng 20 ngàn bản vẽ kỹ thuật từ thế kỷ 17. Nãm 2007, Musée des arts et métiers đón 183 ngàn lượt khách thăm.